# Круглов, Сергей Вячеславович
Сергей Вячеславович Круглов (8 сентября 1949 года, Иваново, СССР — 11 сентября 2004 года, Иваново, Россия) — российский государственный деятель. Первый глава администрации города Иваново (областного центра субъекта РФ — Ивановской области). Кандидат экономических наук.

## Биография
Родился в Иванове. В 1966—1967 гг. учился в ивановском ПТУ № 17. Позднее окончил Ивановский текстильный институт и аспирантуру Ленинградского института текстильной и легкой промышленности. С 1972 по 1990 год работал в Ивановском текстильном институте. Был заведующим кафедры экономики текстильной промышленности. В 1990 году Круглов был избран депутатом ивановского городского совета. 28 апреля 1990 года на заседании совета он был избран председателем совета. В голосовании он значительно опередил предыдущего председателя Анатолия Головкова, председателя Октябрьского районного совета города Вячеслава Платова, заведующего идеологическим отделом Ивановского горкома КПСС Владимира Минеева и доцента, кандидата физико-математических наук Сергея Валькова. Через год Круглов фактически стал исполнять обязанности председателя горсовета и горисполкома после ухода из горисполкома Головкова.
24 декабря 1991 года указом Президента РСФСР Бориса Ельцина был назначен на должность первого главы администрации города Иваново. 1 декабря 1996 год на первых выборах главы администрации города Круглов занял второе место, проиграв генеральному директору компании  «Дормстрой» и Председателю Ивановской городской думы Валерию Троеглазову.
После поражения на выборах бывший глава города отошел от политики и работал в банковской сфере. 11 сентября 2004 года Сергей Круглов скончался в Иванове. Он был похоронен на городском кладбище в «Балино».